# Mount Dione
Mount Dione är ett berg i Kanada.   Det ligger i provinsen British Columbia, i den sydvästra delen av landet, 3 500 km väster om huvudstaden Ottawa. Toppen på Mount Dione är 1 941 meter över havet.
Terrängen runt Mount Dione är huvudsakligen mycket bergig. Närmaste större samhälle är Squamish, 18,3 km sydost om Mount Dione.
Trakten runt Mount Dione är permanent täckt av is och snö. Trakten runt Mount Dione är nära nog obefolkad, med mindre än två invånare per kvadratkilometer.